# Aéroport Bram Fischer de Bloemfontein
Pour les articles homonymes, voir BNF.
L'aéroport Bram Fischer (code IATA : BFN • code OACI : FABL) est le principal aéroport qui se trouve à Bloemfontein, une ville dans l'État-Libre, province d'Afrique du Sud. 
Jusqu'en 1995, il porta le nom de JBM Hertzog Airport, en l'honneur de l'ancien premier ministre sud-africain James Barry Hertzog, puis de 1995 à 2012 celui de  Bloemfontein International Airport.

## Situation
'
| Bloemfontein Mthatha Skukuza Richards Bay Polokwane/Pietersburg Pietermaritzburg Prétoria-Wonderboom Ulundi Upington Pilanesberg Le Cap Phalaborwa Port Elizabeth Kruger Mpumalanga Kimberley Mala Mala Durban George Plettenberg · Bay Hoedspruit Jo'bourg-Lanséria Jo'bourg-OR Tambo East London |

Carte statique des aéroports d'Afrique du Sud.Carte dynamique des aéroports d'Afrique du Sud.

## Compagnies aériennes et destinations
| Compagnies | Destinations                                      |
| ---------- | ------------------------------------------------- |
| Airlink    | Durban-King Shaka, Johannesbourg OR Tambo, Le Cap |
| CemAir     | Durban-King Shaka, George, Johannesbourg OR Tambo |
| FlySafair  | Johannesbourg OR Tambo, Le Cap                    |

Édité  le 01/07/2018  Actualisé le 21/11/2023

## Statistiques
Pour des raisons techniques, il est temporairement impossible d'afficher le graphique qui aurait dû être présenté ici.

Voir la requête brute et les sources sur Wikidata.

### Impact de la pandémie de Covid-19
Pour des raisons techniques, il est temporairement impossible d'afficher le graphique qui aurait dû être présenté ici.

Voir la requête brute et les sources sur Wikidata.